# Операция "Тевтонски меч" (филм)
Вижте пояснителната страница за други значения на Операция „Тевтонски меч“.
Операция „Тевтонски меч“ е филм на ДЕФА по едноименното пропагандно произведение на съпрузите Анели и Андрю Торндайк и Карл Радиц, целящ да дискредитира Ханс Шпайдел - по това време командващ сухопътните войски на НАТО в Европа.
Филмът базиран на книгата се позовава на трофейни архивни документи на ГРУ от Втората световна война.